# Барачаты
Барача́ты — село в Крапивинском районе Кемеровской области. Является административным центром Барачатского сельского поселения.

## География
Центральная часть населённого пункта расположена на высоте 157 метров над уровнем моря.

## Население
По данным Всероссийской переписи населения 2010 года, в селе Барачаты проживает 683 человека (313 мужчин, 370 женщин).

## Экономика
- ЗАО «Барачатский»